# Albert Henderickx
Albert Henderickx (ur. 24 września 1900, zm. 27 czerwca 1965) – belgijski piłkarz grający na pozycji napastnika.

## Kariera klubowa
W swojej karierze piłkarskiej Henderickx grał w klubie Beerschot VAC. Wraz z Beerschotem wywalczył pięć tytułów mistrza Belgii w sezonach 1921/1922, 1923/1924, 1924/1925, 1925/1926 i 1927/1928 oraz trzy wicemistrzostwa Belgii w sezonach 1922/1923, 1926/1927 i 1928/1929.

## Kariera reprezentacyjna
W reprezentacji Belgii Henderickx zadebiutował 5 października 1924 roku w przegranym 1:2 towarzyskim meczu z Danią, rozegranym w Kopenhadze. Był to zarazem jego jedyny mecz w kadrze narodowej. W 1924 roku był w kadrze Belgii na Igrzyska Olimpijskie w Paryżu.